# Хепбёрн, Джеймс Кёртис
Джеймс Кёртис Хе́пбёрн (англ. James Curtis Hepburn; 13 марта 1815 — 11 июня 1911) — американский миссионер, популяризатор одной из форм романизации японского языка — системы Хепбёрна, основатель «Школы Хепбёрна».

## Биография
Джеймс Кёртис Хепбёрн родился в Милтоне, Пенсильвания, США. Закончил Принстонский и Пенсильванский университеты и получил степень доктора. Он решил ехать в Сиам (позднее сменив его на Китай) как медицинский миссионер, но вынужден был задержаться в Сингапуре на два года, так как Опиумная война была в разгаре и китайские порты были закрыты для иностранцев. После пяти лет миссионерства он вернулся в США в 1845 году и открыл медицинскую практику в Нью-Йорке.
В 1859 году он решил ехать медицинским миссионером в Японию, где открыл клинику в городе Канагава, а позднее «Школу Хепбёрна», из которой возник нынешний Университет Мэйдзи Гакуин (яп. 明治学院大学). Он также начал составлять японско-английский словарь, который был впервые опубликован в 1867 году. Третье издание его словаря, опубликованное в 1887 году, использовало пересмотренную форму романизации японского языка, выработанную обществом энтузиастов записи японского языка латинским алфавитом. Эта форма романизации сейчас известна как система Хепбёрна, и часто ошибочно говорят, что Хепбёрн изобрёл её; тем не менее, ему принадлежит наибольшая заслуга в её популяризации. Также он внёс вклад в перевод Библии на японский язык. Хепбёрн вернулся в США в 1892 году и умер в Ист-Ориндже (штат Нью-Джерси) в 1911 года в возрасте 96 лет.
В число известных японских учеников Хепбёрна входят Фуруя Сакудзаэмон и Нума Морикадзу.